# Midnight Special - Fuga nella notte
Midnight Special - Fuga nella notte (Midnight Special) è un film del 2016 scritto e diretto da Jeff Nichols.

## Trama
In un motel, Roy Tomlin e il suo amico Lucas guardano un allerta AMBER per Alton Meyer, 8 anni, e il suo rapitore, Roy, mentre il bambino legge sul pavimento.
Al Ranch, un culto religioso nelle zone rurali del Texas, il pastore Calvin Meyer invia due dei suoi parrocchiani a recuperare Alton. Poi affronta la sua congregazione mentre l'FBI prende d'assalto la loro chiesa. L'analista delle comunicazioni della NSA Paul Sevier chiede a Calvin come i numeri inviati tramite trasmissioni satellitari codificate siano finiti nei suoi sermoni. Calvin spiega che Alton parla in lingue e ha dato i numeri a Calvin. Mentre i poteri di Alton crescevano, sua madre Sarah lo abbandonò, e i membri del Ranch lo hanno cresciuto, con il pastore Meyer come padre adottivo. In questa sequenza si nota anche che Roy è il padre biologico di Alton. Roy è protettivo nei confronti di Alton, facendo tutto ciò che è in suo potere per scongiurare il pericolo.
Dopo un violento scontro con un poliziotto, Roy e Lucas cercano riparo a casa di Elden, un ex membro del Ranch. Durante la notte, un terremoto sembra svegliare Roy e Lucas. Quando sfondano la porta della stanza di Alton, lo trovano collegato a Elden da accecanti raggi di luce direttamente dai suoi occhi a quelli di Elden. Roy mette fuori combattimento Elden e copre Alton, che è estremamente fotosensibile. Prendono il furgone di Elden e proseguono verso una posizione specificata da Alton. I membri del Ranch sembrano conoscere questa posizione, ma l'FBI sta cercando disperatamente di capire dove sono diretti i tre.
Quando si fermano a una stazione di servizio, Alton sembra distruggere un satellite, creando una pioggia di detriti che si abbatte su di loro. Guidano fino alla casa di Sarah Tomlin, e lei è felicissima di ricongiungersi con suo figlio. Dopo aver guardato il telegiornale insieme, Alton spiega di aver causato lo schianto del satellite perché la polizia lo stava usando per rintracciarlo.
Mentre i fuggitivi (che ora includono Sarah) continuano il loro viaggio, Alton sembra essere sempre più malato e debole. Convince Roy a lasciargli vedere la luce del giorno, mentre Lucas e Sarah vanno avanti verso un motel. Dopo aver assistito alla sua prima alba in assoluto, gli occhi di Alton iniziano a brillare e un'enorme cupola di luce circonda il duo. Si riuniscono con Lucas e Sarah e Alton è in salute. Spiega che vedere il sole lo ha aiutato a capire la sua vera identità. Spiega che c'è un mondo "costruito sopra" questo, e che lui gli appartiene. Roy conferma di aver visto brevemente questo mondo nascosto all'interno della cupola di luce.
Quando escono dalla stanza d'albergo, subiscono un'imboscata da parte degli inseguitori di Calvin dal ranch, che rapiscono Alton ma vengono presto catturati dalla polizia. Il ragazzo viene portato in una struttura governativa dove, sebbene non avesse un modo normale per sapere chi fosse l'uomo, insiste sul fatto che parlerà solo con Paul Sevier. Dopo che Sevier ha sperimentato i poteri di Alton, lo aiuta a riunirsi con i suoi genitori. Avendo dedotto la loro destinazione dai sermoni di Calvino, Sevier avverte i fuggitivi che c'è un perimetro di sicurezza di 5 miglia intorno alla posizione sulla Florida.
Roy sfonda un posto di blocco, guidando all'interno del perimetro mentre l'esercito si affanna a dargli la caccia. Mentre si allontanano, Alton fa loro sapere dove fermarsi. Alton e Sarah escono rapidamente dall'auto e corrono nel bosco. Roy e Lucas guidano l'esercito in una caccia all'oca selvaggia mentre Alton e Sarah raggiungono il bordo di una palude. Lì, appare una grande cupola di luce, che inghiotte gran parte della Florida e degli stati circostanti. Tutti all'interno della cupola di luce possono vedere le strutture futuristiche di un mondo parallelo. Alla fine, altri esseri di questo mondo si riuniscono intorno ad Alton, e l'intera cupola scompare, portando con sé Alton.
Roy e Lucas vengono arrestati. Lucas viene interrogato dall'FBI. Racconta loro la storia, ma sono insoddisfatti. Sevier entra quindi per intervistarlo, con Lucas l'unico a conoscenza del precedente coinvolgimento di Sevier. Sarah, apparentemente allontanandosi per sempre dalla sua vita passata, taglia la sua treccia di capelli tradizionalista di culto in una stazione di servizio locale. Roy è incarcerato, ma può guardare l'alba, i suoi occhi brillano brevemente e debolmente in modo simile a quelli di Alton.

## Produzione
Midnight Special - Fuga nella notte è il primo film non indipendente realizzato da Jeff Nichols, con un budget di 18 milioni di dollari. Per il film, Nichols ha citato tra le sue fonti di ispirazione Starman di John Carpenter, Incontri ravvicinati del terzo tipo ed E.T. l'extra-terrestre di Steven Spielberg.
La produzione è stata affidata a Sarah Green e Brian Kavanaugh-Jones. Le riprese hanno avuto luogo a New Orleans al 20 gennaio al 1º marzo 2014, per un totale di 40 giorni.

## Distribuzione
La Warner Bros. aveva inizialmente stabilito la distribuzione negli Stati Uniti della pellicola per il 25 novembre 2015, poi posticipata al 18 marzo 2016. Il 12 febbraio 2016 viene presentato in concorso alla 66ª edizione del Festival internazionale del cinema di Berlino.

## Riconoscimenti
- 2016 - Festival di Berlino, candidatura per l'Orso d'oro a Jeff Nichols